# Hayya Hayya (Better Together)
«Hayya Hayya (Better Together)» es una canción del cantante estadounidense Trinidad Cardona en colaboración con el cantante nigeriano Davido y la cantante catarí Aisha. Producida por el cantante y productor RedOne, fue lanzada el 1 de abril de 2022.
Fue designada como la canción oficial para la Copa Mundial de Fútbol de 2022, organizada en Catar. El título contiene la palabra árabe hayyā (هيا), una interjección que significa "¡vamos!".

## Vídeo musical
El vídeo musical de la canción se lanzó el 1 de abril de 2022. Presenta a Trinidad Cardona, Davido, Aisha y RedOne

## Créditos
- Trinidad Cardona – letra, composición, voz
- Davido – letra, composición, voz
- AISHA – voz
- RedOne – letra, composición, producción, arreglos, coros

## Posicionamiento
| Lista (2022)  | Mejor Posición |
| ------------- | -------------- |
| Croacia (HRT) | 48             |
| 1             |                |